# Église de la Sainte-Parascève à Drsnik
Pour les articles homonymes, voir Église de la Sainte-Parascève.
L'église de la Sainte-Parascève à Drsnik (en serbe cyrillique : Црква Свете Петке у Дрснику ; en serbe latin : Crkva Svete Petke u Drsniku) est une église orthodoxe serbe située à Drsnik/Dërsnik, au Kosovo, près de Klinë/Klina. Construite au milieu du XVIe siècle, elle dépend de l'éparchie de Ras-Prizren et est inscrite sur la liste des monuments culturels d'importance exceptionnelle de la république de Serbie.

## Architecture
Sans doute construite dans les années 1560, l'église de Dërsnik/Drsnik est dédiée à la Sainte Parascève. Les façades de l'édifice sont construites en pierres de taille enduites de mortier, tandis que le toit est recouvert de dalles de pierres. L'église est constituée d'une nef unique dotée d'une voûte en berceau et prolongée  par une abside demi-circulaire un peu irrégulière. Deux fenêtres étroites, l'une sur le mur sud et l'autre dans l'abside, éclairent l'intérieur de l'édifice. 

## Fresques
Les fresques de l'église n'ont été préservées que dans les zones les plus basses des murs. Elles représentent des personnages en pied, des saints en médaillon, ainsi que des scènes des grandes fêtes liturgiques et de la Passion du Christ. Sur le plan stylistique, elles se caractérisent par la fermeté du dessin et la vivacité des couleurs et, faute de documents historiques, ce sont ces caractéristiques qui ont permis de dater l'église des années 1560.

## Conservation
L'église a été incendiée lors des bombardements du secteur de Dërsnik/Drsnik par l'OTAN en 1999 ; cet incendie a gravement altéré le coloris des fresques. Elle a ensuite été vandalisée par des extrémistes albanais. Dans le cadre d'un programme intitulé « Bela Rusija - Sestri Srbiji », la Biélorussie a financé les travaux de reconstruction et de restauration de l'église.